# Kickboxing tại Đại hội Thể thao Đông Nam Á 2023
Kickboxing  là một trong những môn thể thao được tranh tài tại Đại hội Thể thao Đông Nam Á 2023 ở Campuchia, dự kiến sẽ được tổ chức từ ngày 11 đến 16 tháng 05 năm 2023 tại Phnôm Pênh, Campuchia.

## Nội dung thi đấu
Các cuộc thi Kickboxing sẽ bao gồm 17 nội dung gồm 3 ring (Low Kick, Full Contact và K1) với tổng số 12 nội dung nam và 5 nội dung cho nữ.

## Chương trình thi đấu
| Ngày        | Thời gian     | Nội dung thi           | Giới tính | Giai đoạn                |
| ----------- | ------------- | ---------------------- | --------- | ------------------------ |
| 13 tháng 05 | 09h30         |                        |           | Khai mạc                 |
| 13 tháng 05 | 10.30 - 13.00 | Full Contact /Low Kick | Nam / Nữ  | Vòng loại                |
| 13 tháng 05 | 15.00 - 18.00 | Full Contact /Low Kick | Nam / Nữ  | Tứ kết                   |
| 14 tháng 05 | 10.30 - 13.00 | Full Contact /Low Kick | Nam / Nữ  | Tứ kết                   |
| 14 tháng 05 | 15.00 - 18.00 | Full Contact /Low Kick | Nam / Nữ  | Tứ kết                   |
| 15 tháng 05 | 10.30 - 13.00 | Full Contact /Low Kick | Nam / Nữ  | Bán kết                  |
| 15 tháng 05 | 15.00 - 18.00 | Full Contact /Low Kick | Nam / Nữ  | Bán kết                  |
| 16 tháng 05 | 10.30 - 13.00 | Full Contact /Low Kick |           | Chung kết                |
| 16 tháng 05 | 15.00 - 18.00 | Full Contact /Low Kick |           | Chung kết và trao thưởng |

## Bảng huy chương
| Hạng               | Đoàn               | Vàng | Bạc | Đồng | Tổng số |
| ------------------ | ------------------ | ---- | --- | ---- | ------- |
| 1                  | Campuchia          | 6    | 1   | 6    | 13      |
| 2                  | Việt Nam           | 4    | 4   | 7    | 15      |
| 3                  | Philippines        | 3    | 4   | 8    | 15      |
| 4                  | Indonesia          | 3    | 4   | 5    | 12      |
| 5                  | Malaysia           | 1    | 0   | 1    | 2       |
| 6                  | Thái Lan           | 0    | 3   | 6    | 9       |
| 7                  | Lào                | 0    | 1   | 1    | 2       |
| Tổng số (7 đơn vị) | Tổng số (7 đơn vị) | 17   | 17  | 34   | 68      |

## Danh sách huy chương

### Kick light
| Event     | Vàng                                  | Bạc                               | Đồng                               |
| --------- | ------------------------------------- | --------------------------------- | ---------------------------------- |
| 63 kg nam | Abdul Aziz · Indonesia                | Trần Minh Hậu · Việt Nam          | Met Borin · Campuchia              |
| 63 kg nam | Abdul Aziz · Indonesia                | Trần Minh Hậu · Việt Nam          | Airon Lance Villamer · Philippines |
| 69 kg nam | Ahmad Nor Iman Hakim Rakib · Malaysia | Firman Muharram Syach · Indonesia | Tep Yinyan · Campuchia             |
| 69 kg nam | Ahmad Nor Iman Hakim Rakib · Malaysia | Firman Muharram Syach · Indonesia | Pikanet Sukyik · Thái Lan          |
| 55 kg nữ  | Diandra Ariesta Pieter · Indonesia    | Gina Araos · Philippines          | Nguyễn Thị Ngọc Ngân · Việt Nam    |
| 55 kg nữ  | Diandra Ariesta Pieter · Indonesia    | Gina Araos · Philippines          | Chhat Chanmony · Campuchia         |

### Full contact
| Event     | Vàng                              | Bạc                            | Đồng                              |
| --------- | --------------------------------- | ------------------------------ | --------------------------------- |
| 54 kg nam | Toni Kristian Hutapea · Indonesia | Sittichok Naksawad · Thái Lan  | Sittichok Naksawad · Thái Lan     |
| 54 kg nam | Toni Kristian Hutapea · Indonesia | Sittichok Naksawad · Thái Lan  | Nguyễn Văn Hải · Việt Nam         |
| 60 kg nam | Nguyễn Xuân Phương · Việt Nam     | Soukan Taipanyavong · Lào      | Danny Kingad · Philippines        |
| 60 kg nam | Nguyễn Xuân Phương · Việt Nam     | Soukan Taipanyavong · Lào      | Phoin Chanthy · Campuchia         |
| 67 kg nam | Lorn Panha · Campuchia            | Abdul Haris Sofyan · Indonesia | Carlo Von Buminaang · Philippines |
| 67 kg nam | Lorn Panha · Campuchia            | Abdul Haris Sofyan · Indonesia | Nguyễn Thế Hưởng · Việt Nam       |
| 48 kg nữ  | Nguyễn Thị Hằng Nga · Việt Nam    | Renalyn Dacquel · Philippines  | Paula Rewade Saruke · Indonesia   |
| 48 kg nữ  | Nguyễn Thị Hằng Nga · Việt Nam    | Renalyn Dacquel · Philippines  | Nitinart Plabplerng · Thái Lan    |

### Low kick
| Event       | Vàng                             | Bạc                           | Đồng                                  |
| ----------- | -------------------------------- | ----------------------------- | ------------------------------------- |
| 51 kg nam   | Sok Rith · Campuchia             | Huỳnh Văn Tuấn · Việt Nam     | Wassof Rumijam · Malaysia             |
| 51 kg nam   | Sok Rith · Campuchia             | Huỳnh Văn Tuấn · Việt Nam     | Kurt Lubrica · Philippines            |
| 57 kg nam   | Toch Rachhan · Campuchia         | Nguyễn Quang Huy · Việt Nam   | Chaiwat Sungnoi · Thái Lan            |
| 57 kg nam   | Toch Rachhan · Campuchia         | Nguyễn Quang Huy · Việt Nam   | Jomar Balangui · Philippines          |
| 63.5 kg nam | Jean Claude Saclag · Philippines | San Rakim · Campuchia         | Chaleamlap Santidongsakun · Thái Lan  |
| 63.5 kg nam | Jean Claude Saclag · Philippines | San Rakim · Campuchia         | Dimitri Kyttanasilalack · Lào         |
| 71 kg nam   | Chhoeung Lvay · Campuchia        | Thanaphat Tonphosi · Thái Lan | Kiều Duy Quân · Việt Nam              |
| 71 kg nam   | Chhoeung Lvay · Campuchia        | Thanaphat Tonphosi · Thái Lan | Honorio Antonio Banario · Philippines |
| 56 kg nữ    | Gretel de Paz · Philippines      | Susanti Ndapataka · Indonesia | Đinh Thị Hoa · Việt Nam               |
| 56 kg nữ    | Gretel de Paz · Philippines      | Susanti Ndapataka · Indonesia | Vy Sretchhay · Campuchia              |

### Light contact
| Event     | Vàng                  | Bạc                                    | Đồng                        |
| --------- | --------------------- | -------------------------------------- | --------------------------- |
| 63 kg nam | Rin Davit · Campuchia | Korrakot Wijitnavee · Thái Lan         | Nguyễn Đình Thái · Việt Nam |
| 63 kg nam | Rin Davit · Campuchia | Korrakot Wijitnavee · Thái Lan         | David Leonardo · Indonesia  |
| 50 kg nữ  | Lê Thị Nhi · Việt Nam | Fitzchel Martine Fermato · Philippines | Fani Febriyanti · Indonesia |
| 50 kg nữ  | Lê Thị Nhi · Việt Nam | Fitzchel Martine Fermato · Philippines | Chan Vicheka · Campuchia    |

### K-1
| Event     | Vàng                          | Bạc                                     | Đồng                            |
| --------- | ----------------------------- | --------------------------------------- | ------------------------------- |
| 51 kg nam | Sainy Sainet · Campuchia      | Salmri Stendra Pattisamallo · Indonesia | Daryl Chulipas · Philippines    |
| 51 kg nam | Sainy Sainet · Campuchia      | Salmri Stendra Pattisamallo · Indonesia | Nguyễn Tuấn Kiệt · Việt Nam     |
| 67 kg nam | Hoàng Văn Chính · Việt Nam    | Jeremy Pacatiw · Philippines            | O-Wat Taemyom · Thái Lan        |
| 67 kg nam | Hoàng Văn Chính · Việt Nam    | Jeremy Pacatiw · Philippines            | Claudions Reco · Indonesia      |
| 52 kg nữ  | Claudine Veloso · Philippines | Bùi Hải Linh · Việt Nam                 | Piamsuk Permkhunthod · Thái Lan |
| 52 kg nữ  | Claudine Veloso · Philippines | Bùi Hải Linh · Việt Nam                 | Aprilia Eka Putri · Indonesia   |